# Hermen Rode

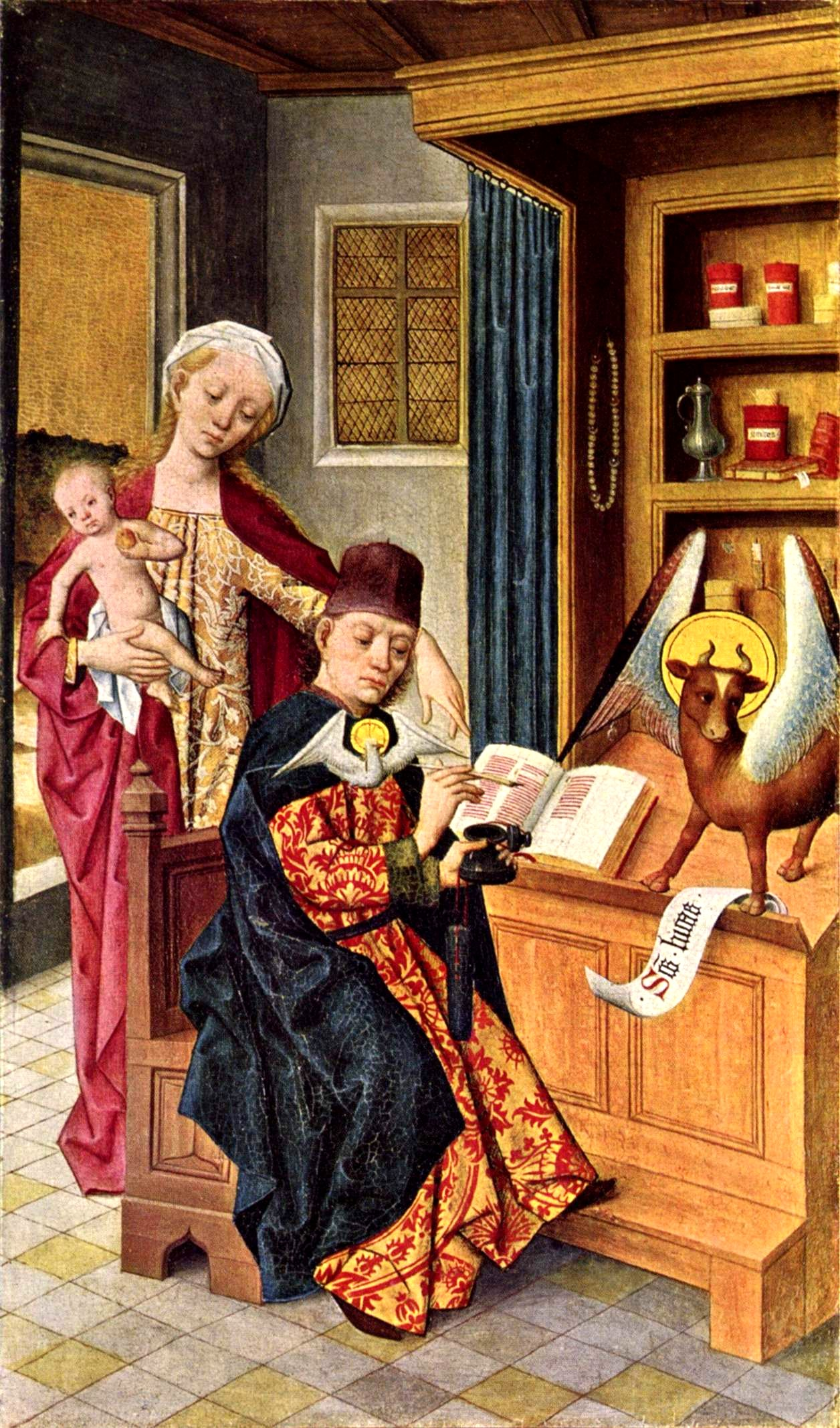
Ołtarz św. Łukasza, lewe skrzydło

Hermen Rode (ur. przed 1465; zm. po 1504) – renesansowy malarz niemiecki pracujący w Lubece. Znany z malowideł ołtarzowych. Obok Bernta Notkego czołowy malarz hanzeatycki. Dzieła Rode znajdują się w wielu kościołach basenu Morza Bałtyckiego.

## Prace
- Sześciometrowy ołtarz dla kościoła św. Mikołaja na sztokholmskim Starym Mieście
- Główny ołtarz dla kościoła św. Mikołaja w Tallinnie
- Ołtarz św. Łukasza (niem. Lukasaltar) dla kościoła św. Katarzyny w Lubece; obecnie w zbiorach Muzeum Historii Sztuki i Kultury w klasztorze św. Anny.
- Cesarz Konstantyn (1480) w zbiorach Hamburger Kunsthalle
- Skrzydło ołtarza w katedrze w Ratzeburgu

## Literatura
- A. Rasche, Werke des Lübecker Malers Hermen Rode im Ostseeraum, w:, H. Nagossek, D. Popp (red.), Beiträge zur Kunstgeschichte Ostmitteleuropas, Marburg, Verlag Herder-Institut, 2001, ss. 126 ISBN 3-87969-296-3